# Dinómenes (filho de Hierão I)
Dinómenes, filho de Hierão e neto de Dinómenes, foi um grego da Sicília, conhecido por uma oferta a Olímpia. Ele foi apontado por seu pai rei de Etna, e possivelmente morreu depois de seu pai, tirano de Siracusa.

## Família
Seu avô foi Dinómenes de Gela, de uma família sacerdotal de Gela, na Sicília. Dinómenes teve três filhos, Gelão, Hierão e Trasíbulo que foram, sucessivamente, tiranos de Siracusa.
Dinómenes era filho de Hierão.

## Rei de Etna
Hierão, seu pai, fundou a cidade de Etna em 476 a.C., e colocou Chromios, filho de Agesidamos, como governador, com seu filho Dinómenes como soberano nominal.
Pausânias descreve a oferta que Dinómenes fez em Olímpia, para comemorar as vitórias olímpicas de seu pai, na corrida de cavalos. A oferta era uma carruagem de bronze, com um homem montado nela, com dois cavalos de corrida de cada lado, sobre os quais estavam sentados meninos. A carruagem foi esculpida por Onatas Aeginetan, e os cavalos com os meninos sobre eles por Calamis.
Supostamente, Dinómenes morreu depois de seu pai, pois sua dedicação em Olímpia é feita em memória de seu pai siracusano. Ele provavelmente sobreviveu ao fim da dinastia da sua família em Siracusa, por causa da opulência da sua dedicação.